# Chance at Heaven
Pour plus de détails, voir Fiche technique et Distribution.
Chance at Heaven est un film américain réalisé par William A. Seiter sorti en 1933.

## Synopsis
Marje et Blackie s'aiment.
Lui est garagiste et attend d'avoir suffisamment d'argent pour épouser sa belle.
Un jour, une riche Mademoiselle Franklyn s'arrête à la station service et tombe amoureuse de Blacky qui n'est pas insensible à son charme.
Voyant qu'elle ne peut rivaliser, Marje s'efface pour les laisser vivre leur amour.
Blacky épouse la riche héritière et emménage avec elle. Mais la mère de la mariée n'entend pas que sa fille vive avec un roturier. Elle la convainc de passer quelques mois à New York avec elle.
Ne la voyant pas revenir, Blacky part à son tour à New-York et la retrouve changée; elle ne l'aime plus et lui annonce que tout est terminé.
Ils finissent donc par divorcer.
Blacky retourne donc chez lui où l'attend Marje, son premier amour qui n'avait cessé de l'aimer. 

## Fiche technique
- Titre original : Chance at Heaven
- Réalisation : William A. Seiter
- Scénario : Julien Josephson et Sarah Y. Mason d'après une histoire de Viña Delmar
- Producteurs : Merian C. Cooper (producteur exécutif) et H.N. Swanson (producteur associé)
- Société de production et de distribution : RKO Radio Pictures
- Musique : Max Steiner et Roy Webb (non crédités)
- Photographie : Nicholas Musuraca
- Montage : James B. Morley
- Direction artistique : Perry Ferguson et Van Nest Polglase
- Costumes : Walter Plunkett (non crédité)
- Pays d'origine :  États-Unis
- Langue : Anglais
- Format : Noir & blanc - 35 mm - 1,37:1 - Son : Mono (RCA Victor System)
- Genre : Drame
- Durée : 71 minutes
- Date de sortie :
  - États-Unis : 27 octobre 1933

## Distribution
- Ginger Rogers : Marjorie « Marje » Harris
- Joel McCrea : Blackstone « Blacky » Gorman
- Marian Nixon : Glory Franklyn
- Andy Devine : Al
- Lucien Littlefield : M. Fred Harris
- Virginia Hammond : Mme S.T. Franklyn
- George Meeker : Sid Larrick
- Ann Shoemaker : Mme Harris